# Favör

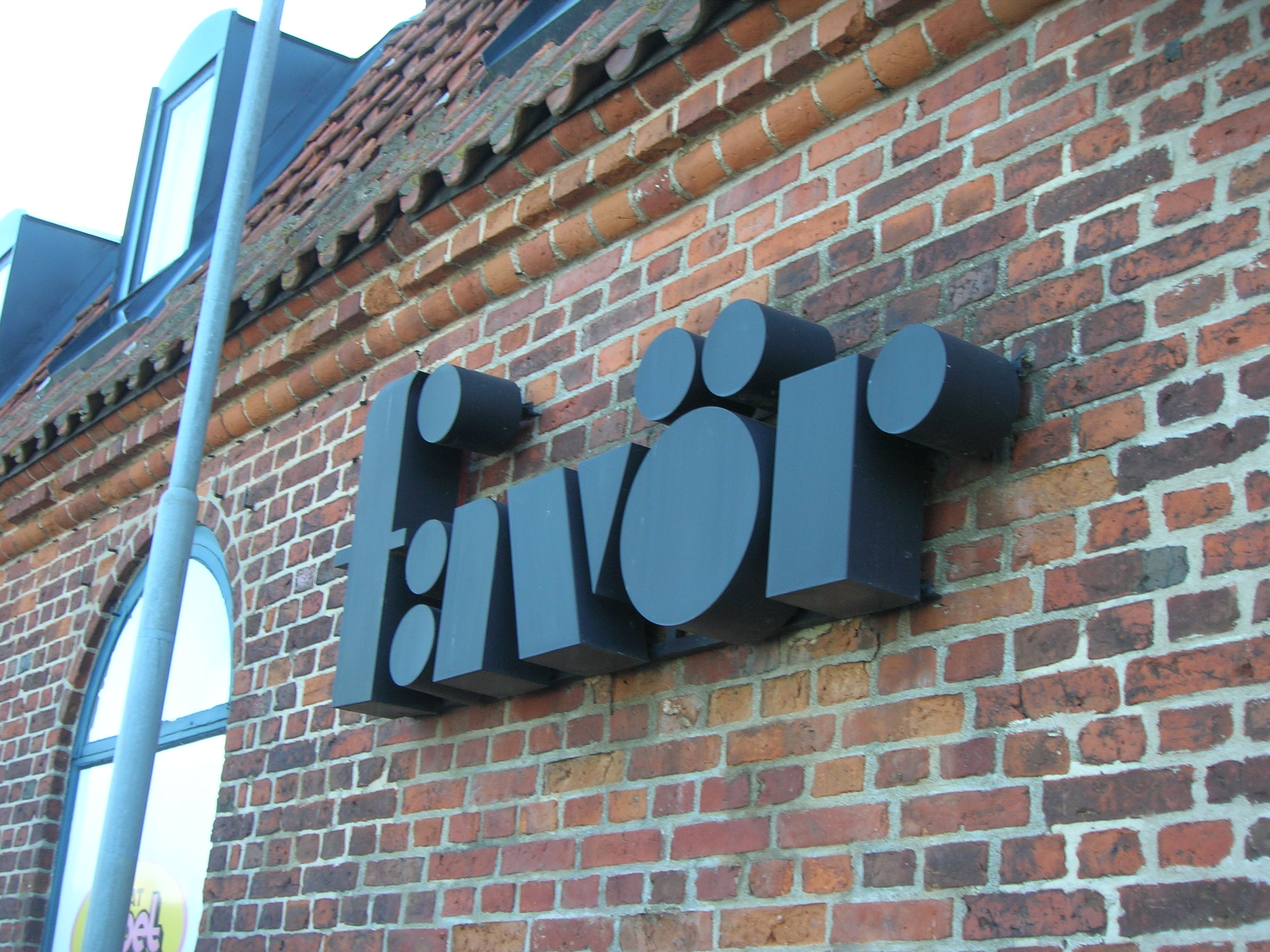
I skånska Skillinge fanns det 2008 fortfarande en matbutik med en Favörskylt hängande på väggen.

Favör var en svensk livsmedelskedja. Under 1970-talet uppgick många Favörbutiker i matvarukedjan Vivo, som senare bytte namn till Spar och numera är en del av Hemköpskedjan.
Butikskedjan AG:s Favör i Skåne behöll dock namnet Favör och fortsatte använda detta fram 2002 när de bytte namn till enbart AGs. De flesta av dessa hade under 2007 gjorts om till City Gross.
Även i Stockholm fanns en Favörkedja. Denna gick 1987 ihop med Vivo och bildade Vivo Stockholm, som senare blev Vi-butikerna och därefter antingen blev Hemköp eller fristående.